# Marie Boleynová
Marie Boleynová (asi 1499 – 19. červenec 1543) byla členkou anglického rodu Boleynových, který se těšil významnému vlivu během vlády Jindřicha VIII. Marie byla sestrou královny Anny Boleynové, podle některých historiků byla její mladší sestrou, Mariiny děti ovšem věřily, že byla starší - stejně jako většina dnešních historiků.
Marie byla jednou z četných milenek Jindřicha VIII. a možná i matkou jeho dvou dětí. Proslýchalo se také, že bývala též milenkou Jindřichova rivala, francouzského krále Františka I.

## Mládí
Marie se narodila v Norfolku, jejím otcem byl bohatý diplomat Sir Thomas Boleyn a matkou Alžběta Howardová. Neexistují přesné údaje o datu jejího narození, ale bylo to okolo roku 1499 a podle některých historiků byla nejstarší ze tří přeživších Boleynových dětí. Dnes se také ví, že Marie strávila většinu dětství v Anglii, její sestra se vzdělávala na evropském kontinentě. Do ciziny byla poslána v roce 1514, kdy jí otec zajistil místo dvorní dámy u sestry Jindřicha VIII., princezny Marie, která odjížděla do Paříže provdat se za Ludvíka XII. Po několika týdnech byla většina anglických dvorních dam nové francouzské královny poslána zpět domů, ale Marii bylo dovoleno zůstat. I poté, co Marie Tudorovna na počátku roku 1515 ovdověla a opustila Francii, Marie zůstala u dvora Ludvíkova nástupce Františka I.
K Marii se připojil její otec Thomas a sestra Anna, která se poslední rok vzdělávala v Nizozemí. Marie ve Francii zřejmě prožila několik milostných afér, včetně té se samotným králem Františkem. Někteří historici mají za to, že zprávy o jejích sexuálních aférách jsou přehnané, francouzský král o ní ovšem mluvil jako o "anglické klisně" a "una grandissima ribalda, infame sopra tutti" ("velké prostitutce, hanebné nade vše"). Do Anglie se Marie vrátila v roce a zastávala pak roli dvorní dámy královny Kateřiny Aragonské.

## Královská milenka
Brzy po svém návratu byla Marie provdaná za Sira Williama Careye, bohatého dvořana s konexemi, přičemž Jindřich VIII. byl hostem na jejich svatbě. Není jasné, kdy začal poměr Marie s anglickým králem. Jejich milostný poměr nikdy nevešel v širší známost (Marie se nikdy netěšila moci a slávě některých milenek ve Francii) a skončil zřejmě před narozením Mariina druhého dítěte, syna Jindřicha v březnu 1526. Dcera Kateřina se jí narodila v roce 1524. Proslýchalo se, že otcem jednoho či obou dětí je právě Jindřich VIII.

## Sestřina cesta k moci
Mariina sestra Anna se vrátila do Anglie v roce 1522 a stala se pozoruhodně populární u královského dvora, sestry si ale podle všeho nebyly příliš blízké a Anna se pohybovala v jiných společenských kruzích. I když Marie byla údajně přitažlivější než její sestra, Anna byla nejspíše ambicióznější a inteligentnější. Když o ni Jindřich VIII. projevil zájem, moudře odmítla stát se jeho milenkou, dokud to pro ni nebude nejvýhodnější. Byl to pro Jindřicha další důvod k rozvodu s Kateřinou Aragonskou.
Marie ovdověla v roce 1528, přičemž jí manžel zanechal dluhy. Anna se postarala o vzdělání svého synovce v cisterciáckém klášteře a přimluvila se o sestřino zajištění. V roce 1533 byla Anna korunována královnou a porodila Jindřichovi dceru. V roce 1534 se Marie tajně vdala za vojáka Williama Stafforda, zřejmě z lásky, protože Stafford byl nepříliš bohatý muž z lidu. Anna se rozzuřila, když tento svazek vyšel najevo, a Boleynovi Marii zapřeli za to, že se vdala pod svou úroveň. Pár byl nucen opustit královský dvůr.

## Poslední roky
Mariina finanční situace se stala tak neúnosnou, že byla nucena požádat králova rádce Thomase Cromwella, aby se za ni u Jindřicha a Anny přimluvil. Jindřich byl ovšem lhostejný, a tak Marie poprosila Cromwella, aby si o ní promluvil s jejím otcem, strýcem a bratrem, ale ani to nebylo nic platné. Byla to Anna, kdo nakonec povolil, a poslala Marii zlatý pohár a nějaké peníze, zpět ke dvoru ji ale nepřijala. Sestry se zřejmě už nikdy nesetkaly poté, co Marie opustila královský dvůr. Život Marie mezi lety 1534 a popravou její sestry v roce 1536 je těžké zmapovat. Neexistují záznamy o tom, že by navštívila své rodiče či sourozence, ani že by jim psala dopisy. Zřejmě považovala za moudřejší neudržovat kontakt s v té době diskreditovanými příbuznými.
Marie a její druhý manžel zůstali vyhnanci v Essexu. Po popravě Anny Boleynové jejich matka opustila dvůr a zemřela v izolaci o dva roky později. Thomas Boleyn zemřel rok po ní. Po smrti rodičů Marie zdědila nějaký majetek v Essexu. Zdá se, že až do konce života si užívala relativního pohodlí s manželem. S druhým manželem měla dceru Annu, zřejmě pojmenovanou po Mariině sestře, a syna Edwarda (asi 1535 - asi 1545). Marie Boleynová zemřela v roce 1543, někdy po své čtyřicítce.